# Lac Amvrakía
Le lac Amvrakía (en grec moderne : λίμνη Αμβρακία) ou lac Ambracie (du nom de la ville antique) est un lac de Grèce situé dans le district régional d'Étolie-Acarnanie, dans l'ouest du pays.
Le lac se trouve entre les villes d'Agrínio et d'Amphilochie. Ses dimensions sont de 13,8 × 3,8 km. Il est un site protégé du réseau Natura 2000.
Une espèce de mollusque, le Pseudobithynia ambrakis se peut trouver seulement en Amvrakia,.